# Артур Флепс
Артур Мартин Флепс (на немски: Artur Martin Phleps) е румънски и немски офицер, командващ на войскови съединения от Вафен-СС, по време на Втората световна война, обергрупенфюрер от СС. Командващ 5-а СС танкова дивизия Викинг и 7-а СС доброволческа планинска дивизия „Принц Ойген“.

## Биография
Роден е на 29 ноември 1881 година в Биртхелм, Трансилвания (днешнен Биертан, Румъния), тогава част от Австро-Унгария, в семейство на трансилвански саксонци.
След завършване на начално училище в Сибиу, продължава образованието си във военното училище в Пресбург. Завършва с отличие и продължава военната си кариера в австро-унгарската армия, като щабен офицер.
След разпадането на Австро-Унгарската империя се завръща в Румъния, и се включва в редиците на новосформираната румънска армия. Първоначално е назначен за комендант на Военната академия в Букурещ, а по-късно е назначен за командващ на румънските планински части и повишен в чин генерал-лейтенант, формирайки този род войски като елит на румънската армия.

## Служба на Третия райх
Когато Румъния влиза във Втората световна война на страната на Оста, Флепс подава заявление във Вермахта за постъпване на служба, подадено с моминската фамилия на майка си – Щолц (на немски: Stolz). Вместо Вермахта, покана за присъединяване пристига от Вафен-СС, макар и да е с много по-ниско като звание от заеманата в довоенните години позиция в румънската армия.
Така през есента на 1941 година Флепс постъпва в 5-а СС танкова дивизия „Викинг“, под номер SS № 401 214.
Бързо е повишен, след като командира на СС полк „Вестланд“ – Хилмар Вакерле загива, Флепс става командир на полка.
Благодарение на добрите си организационни и военни умения, скоро (1942) е повишен в чин СС-групенфюрер и оглавява организираната лично от Хайнрих Химлер нова дивизия, създадена от „фолксдойче“ – чужди граждани от немски произход живеещи предимно в Румъния, Сърбия, Хърватия и Унгария, наречена 7-а СС доброволческа планинска дивизия „Принц Ойген“.
От самото име на новосформираната дивизия – „планинска“, се подразбира, че е създадена за борба със силното партизанско движение на Балканския полуостров, предимно в бивша Югославия. При битките с ръководените от Йосип Тито партизански части в района на Мостар, Херцеговина, Флепс си спечелва слава и уважение, както сред войниците които командва, така и пред висшестоящите.
Подчинените му започват да използват прякора „папа Флепс“, уважение което в германската армия имат само още двама военачалници – генералите от СС Теодор Айке и Паул Хаусер.

## Гибел
В ранната есен на 1944 година, Флепс и неговият адютант тръгват за Будапеща, но по пътя изчезват. Химлер заподозрява, че е дезертирал, поради настъплението на Червената армия през Румъния. По време на разследването се установява, че двамата са били заловени от съветски бойци в района на Арад, Румъния. В същото време немската авиация започва атака над същия район и червеноармейците са принудени да ги разстрелят набързо, а телата им са погребани от цивилни граждани наблизо.
Посмъртно е награден с декорация към Железния му кръст – дъбови листа.